# Грей, Томас, 2-й граф Стэмфорд
Томас Грей, 2-й граф Стэмфорд (англ. Thomas Grey, 2nd Earl of Stamford; 1654 — 31 января 1720) — английский дворянин и политический деятель, носил титулы барона Грея из Гроуби и графа Стэмфорда (с 1673 года).

## Биография
Томас Грей был единственным ребёнком в семье Томаса Грея, лорда Грея из Гроуби и его жены Дороти Буршье; когда его родители умерли, он был ещё ребёнком. Получил образование в Крайст-черче, колледже Оксфордского университета, получив в 1668 году степень магистра. 
После смерти своего деда Генри Грея в 1673 году Томас Грей унаследовал его титулы, став бароном Грея из Гроуби и графом Стэмфорда. При короле Якова II в июле 1685 года он был арестован по подозрению в участии в восстании Монмута и оказался в тюрьме, откуда был освобождён под залог в марте 1686 года.
Во время «Славной революции» в ноябре 1688 года он поддержал Вильгельма Оранского, присоединившись к восстанию, за что в правление короля был удостоен ряда должностей в парламенте.
В 1694 году король Вильгельм III назначил Томаса Грея тайным советником, а в последующие годы был назначен лордом-лейтенантом Девона, помимо этого он был назначен канцлером герцогства Ланкастерского и президентом Торгового совета. Когда королевой стала дочь короля Якова II Анна, он был уволен со всех своих должностей.
С 1707 по 1711 годы он вновь занимал должность президента Торгового совета.
Скончался 31 января 1720 года в возрасте 65 лет; после его смерти титулы унаследовал его двоюродный брат Гарри Грей.